# Казачка-КПУ-ОДЮСШ
«Казачка-КПУ-ОДЮСШ» (укр. Козачка-КПУ-ОДЮСШ) — украинский женский баскетбольный клуб из Запорожья. Основан в 1992 году. Домашней ареной является Дворец спорта «Юность».

## История
История команды берёт начало в 1983 году, когда в Запорожском педагогическом институте начал работать тренер Олег Коваленко. В течение четырёх лет он сумел подготовить женскую баскетбольную команду, которая боролась за выход в Первую лигу СССР. В 1992 году команда была официально учреждена при Запорожском алюминиевом комбинате, благодаря чему получила название «Казачка-ЗАлК».
Первой целью команды был выход из Первой лиги в Высшую лигу Украины, которую «Казачка» успешно решила. Своё первое чемпионство запорожская команда завоевала в сезоне 1996/97. В общей сложности клуб становился чемпионом Украины девять раз, что делает его, наряду с киевским «Динамо», одним из самых титулованных баскетбольных коллективов страны.
Успехи на национальной арене позволили «Казачке-ЗАлК» дебютировать на международном уровне в 1993 году. В сезонах 1999/00 и 2000/01 команда доходила до полуфинала Кубка Ронкетти. В 2007 году команда стала серебряным призёром международного турнира в городе Друскининкай (Литва).
В разные годы в составе клуба выступали такие игроки сборной Украины, как Марина Ткаченко, Руслана Кириченко, Наталья Сильянова, Галина Лохманчук, Елена Фенько, Светлана Бойко, Елена Жержерунова (Кривенько), Александра Горбунова, Ирина Мащенко, Ольга Ляшкова, Марина Хабарова, Оксана Письменник и Любовь Алёшкина. Также игроком клуба была будущая олимпийка призёрка Наталья Водопьянова из России.
Большую часть истории клуба его исполнительным директором был Григорий Вуль. Тренерами «Казачки-ЗАлК» в разные годы работали Олег Коваленко, Юрий Велигура и Владимир Ковьянов.
С началом мирового финансового кризиса 2008 года у Запорожского алюминиевого комбината начались проблемы. Его убытки за год превысили отметку в 30 миллионов долларов из-за чего баскетбольная команда оставалась сильно недофинансированной. По словам Григория Вуля на содержание команды ежегодно требовалось порядка 500 тысяч долларов. Из-за финансовых проблем в марте 2009 года команда снялась с розыгрыша Балтийской лиги, где после регулярного турнира украинки занимали пятое место.
В 2012 году клуб был расформирован в связи с банкротством предприятия. Спустя пять лет, в 2017 году клуб был возрождён при поддержке Классического приватного университета и получил новое название — «Казачка-КПУ». Тренером команды стала Елена Жержерунова.
В сезоне 2020/21 команда вновь сменила название и стала выступать как «Казачка-КПУ-ОДЮСШ».

## Достижения
Чемпионат Украины:
- Первое место: 1996/97, 1997/98, 2000/01, 2001/02, 2002/03, 2003/04, 2004/05, 2005/06, 2008/09
- Второе место: 1995/96, 1998/99, 2006/07
- Третье место: 1993/94, 1994/95, 2007/08, 2011

Кубок Украины:
- Первое место: 1993, 1994, 2006/07, 2007/08, 2008/09